# Ramsey (Minnesota)
Pour les articles homonymes, voir Ramsey.
Ramsey est une ville des États-Unis dans l'État du Minnesota ; elle est située dans la banlieue nord de Minneapolis, dans le comté d'Anoka. Elle était peuplée de 23 668 habitants lors du recensement de 2010.  Elle passe à 27 646 habitants lors du recensement de 2020.
La ville est nommée d'après Alexander Ramsey, ancien gouverneur du Minnesota.

### Source de la traduction
- (en) Cet article est partiellement ou en totalité issu de l’article de Wikipédia en anglais intitulé « Ramsey, Minnesota » (voir la liste des auteurs).